# Gunnar Wiklund
Gunner Wiklund (Luleå, 17 augustus 1935 - Stockholm, 29 september 1989) was een Zweedse schlagerzanger.
Wiklund begon al vroeg met zingen en in 1959 had hij een grote hit met Nu tändas åter ljusen i min lilla stad die meer dan 200 000 keer over de toonbank ging. Zijn idolen waren Jim Reeves en Perry Como.
Twee keer zong hij het winnende lied voor Melodifestivalen maar hij ging geen enkele keer naar het Eurovisiesongfestival. In de beginjaren werd elk lied door 2 artiesten gezongen, twee keer was Siw Malmkvist zijn tegenstander. In 1959 mocht zij echter ook niet gaan omdat Brita Borg rechtstreeks was aangeduid om het land te vertegenwoordigen. Twee jaar later werd Siw gekozen om April, April te zingen, maar ze kreeg altijd de slappe lach als ze een stukje moest fluiten in het liedje daarom verving men haar, toch koos men niet voor Wiklund die het liedje ook had gezongen maar de zangeres Lill-Babs.
Wiklund nam 4 keer aan het Schlagerfestival deel en 42 van zijn liedjes kwamen in de Zweedse hitparade. Ondanks zijn voortijdige dood is Wiklund nog niet vergeten in Zweden, in 2001 werd een Best of cd uitgebracht. Hij was ook redelijk bekend in Duitsland.
Begin van de jaren 70 kreeg hij ernstige tandproblemen. Later kreeg hij kanker waar hij uiteindelijk aan stierf.
- Bibsys: 8015961
- Gemeinsame Normdatei: 1120815576
- International Standard Name Identifier: 0000 0001 2970 8342
- MusicBrainz: 756946ed-32e5-4d20-9076-b60bdd440b44
- Virtual International Authority File: 216149196535674792191